# Municipio de Harrison (condado de Boone, Indiana)
El municipio de Harrison (en inglés: Harrison Township) es un municipio ubicado en el condado de Boone en el estado estadounidense de Indiana. En el año 2010 tenía una población de 704 habitantes y una densidad poblacional de 11,15 personas por km².

## Geografía
El municipio de Harrison se encuentra ubicado en las coordenadas 39°57′31″N 86°29′44″O / 39.95861, -86.49556. Según la Oficina del Censo de los Estados Unidos, el municipio tiene una superficie total de 63.14 km², de la cual 63,14 km² corresponden a tierra firme y (0 %) 0 km² es agua.

## Demografía
Según el censo de 2010, había 704 personas residiendo en el municipio de Harrison. La densidad de población era de 11,15 hab./km². De los 704 habitantes, el municipio de Harrison estaba compuesto por el 98,44 % blancos, el 0,43 % eran afroamericanos, el 0,14 % eran asiáticos, el 0,28 % eran de otras razas y el 0,71 % eran de una mezcla de razas. Del total de la población el 0,57 % eran hispanos o latinos de cualquier raza.